# 쿤 페르베이

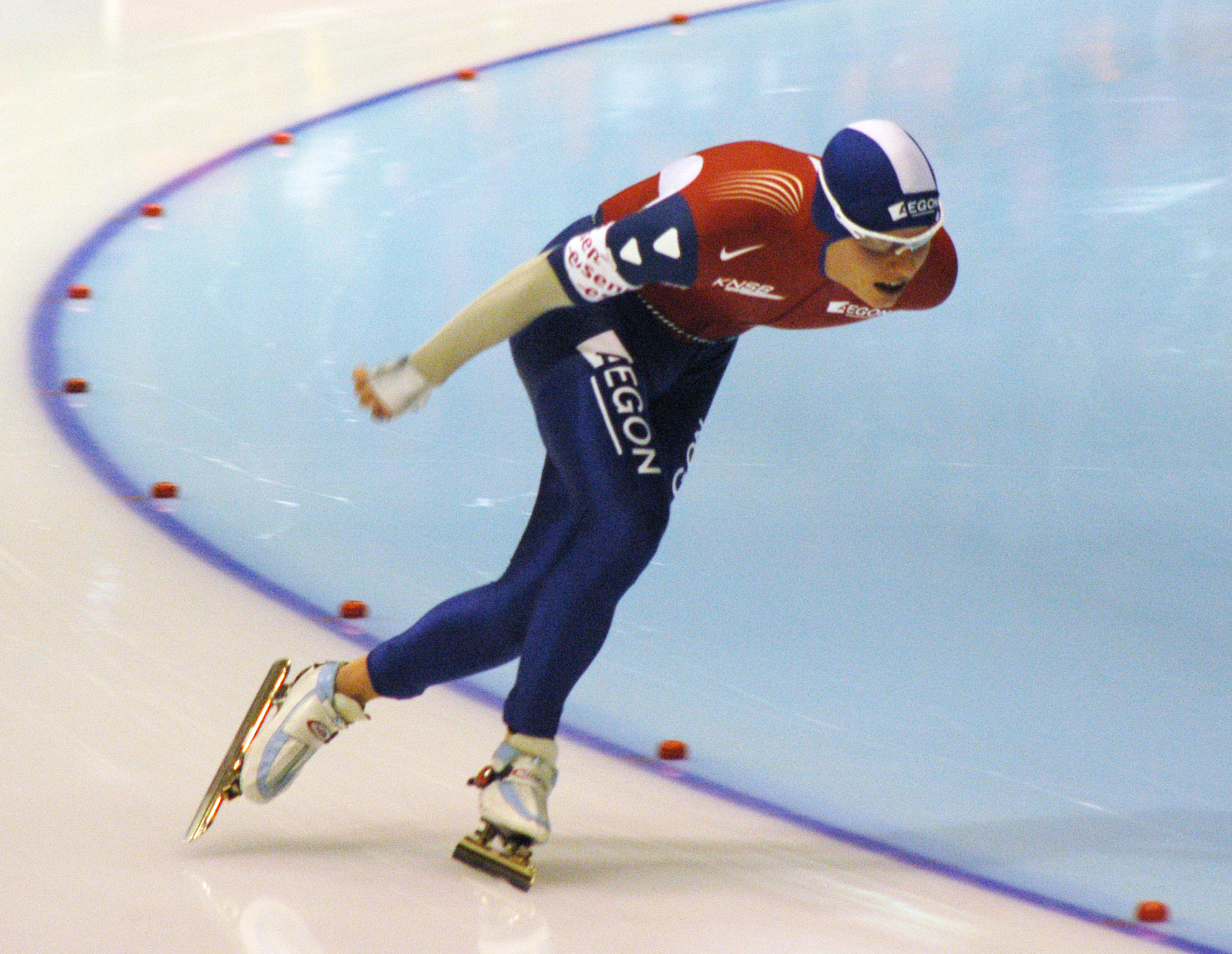

쿤 페르베이(네덜란드어: Koen Verweij, 1990년 8월 26일~)는 네덜란드의 스피드 스케이팅 선수이다.